# Matt Carkner
Matthew "Matt" Carkner, född 3 november 1980, är en kanadensisk före detta professionell ishockeyback som tillbringade sju säsonger i den nordamerikanska ishockeyligan National Hockey League (NHL), där han spelade för San Jose Sharks, Ottawa Senators och New York Islanders. Han producerade 27 poäng (fyra mål och 23 assists) samt drog på sig 556 utvisningsminuter på 237 grundspelsmatcher.
Han spelade också för Cleveland Barons, Wilkes-Barre/Scranton Penguins, Binghamton Senators och Bridgeport Sound Tigers i American Hockey League (AHL) och Peterborough Petes i Ontario Hockey League (OHL).
Carkner draftades av Montreal Canadiens i andra rundan i 1999 års draft som 58:e spelare totalt.
Direkt efter spelarkarriären fortsatte han att arbeta för Bridgeport Sound Tigers (AHL), den här gången som assisterande tränare. År 2021 lämnade Carkner dock Sound Tigers och blev året efter utsedd till ny general manager och tränare för Orlando Solar Bears (ECHL).
Han är kusin till Terry Carkner och svåger till Bryan Helmer.

## Statistik
| 1996–1997  | Winchester Hawks               | EOJBHL     | 29  | 1  | 18  | 19  | —    | —  | — | — | — | —  |
|            | Brockville Braves              | CJHL       | 8   | 0  | 0   | 0   | 37   | 9  | 0 | 1 | 1 | 2  |
| 1997–1998  | Peterborough Petes             | OHL        | 57  | 0  | 6   | 6   | 121  | 4  | 0 | 0 | 0 | 2  |
| 1998–1999  | Peterborough Petes             | OHL        | 60  | 2  | 16  | 18  | 173  | 5  | 0 | 0 | 0 | 20 |
| 1999–2000  | Peterborough Petes             | OHL        | 62  | 3  | 13  | 16  | 177  | 5  | 0 | 1 | 1 | 6  |
| 2000–2001  | Peterborough Petes             | OHL        | 53  | 8  | 8   | 16  | 128  | 7  | 0 | 3 | 3 | 25 |
| 2001–2002  | Cleveland Barons               | AHL        | 74  | 0  | 3   | 3   | 335  | —  | — | — | — | —  |
| 2002–2003  | Cleveland Barons               | AHL        | 39  | 1  | 4   | 5   | 104  | —  | — | — | — | —  |
| 2003–2004  | Cleveland Barons               | AHL        | 60  | 2  | 11  | 13  | 115  | 9  | 0 | 3 | 3 | 39 |
| 2004–2005  | Cleveland Barons               | AHL        | 73  | 0  | 10  | 10  | 192  | —  | — | — | — | —  |
| 2005–2006  | San Jose Sharks                | NHL        | 1   | 0  | 1   | 1   | 2    | —  | — | — | — | —  |
|            | Cleveland Barons               | AHL        | 69  | 10 | 20  | 30  | 202  | —  | — | — | — | —  |
| 2006–2007  | Wilkes-Barre/Scranton Penguins | AHL        | 75  | 6  | 24  | 30  | 167  | 8  | 1 | 0 | 1 | 19 |
| 2007–2008  | Binghamton Senators            | AHL        | 67  | 10 | 15  | 25  | 218  | —  | — | — | — | —  |
| 2008–2009  | Ottawa Senators                | NHL        | 1   | 0  | 0   | 0   | 0    | —  | — | — | — | —  |
|            | Binghamton Senators            | AHL        | 67  | 3  | 18  | 21  | 210  | —  | — | — | — | —  |
| 2009–2010  | Ottawa Senators                | NHL        | 81  | 2  | 9   | 11  | 190  | 6  | 1 | 0 | 1 | 12 |
| 2010–2011  | Ottawa Senators                | NHL        | 50  | 1  | 6   | 7   | 136  | —  | — | — | — | —  |
| 2011–2012  | Ottawa Senators                | NHL        | 29  | 1  | 2   | 3   | 33   | 4  | 0 | 1 | 1 | 21 |
|            | Binghamton Senators            | AHL        | 3   | 0  | 1   | 1   | 11   | —  | — | — | — | —  |
| 2012–2013  | New York Islanders             | NHL        | 22  | 0  | 2   | 2   | 46   | 4  | 0 | 1 | 1 | 2  |
| 2013–2014  | New York Islanders             | NHL        | 53  | 0  | 3   | 3   | 149  | —  | — | — | — | —  |
| 2014–2015  | Bridgeport Sound Tigers        | AHL        | 19  | 2  | 1   | 3   | 38   | —  | — | — | — | —  |
| 2015–2016  | Bridgeport Sound Tigers        | AHL        | 41  | 2  | 9   | 11  | 164  | —  | — | — | — | —  |
| NHL totalt | NHL totalt                     | NHL totalt | 237 | 4  | 23  | 27  | 556  | 14 | 1 | 2 | 3 | 35 |
| AHL totalt | AHL totalt                     | AHL totalt | 587 | 36 | 116 | 152 | 1756 | 17 | 1 | 3 | 4 | 58 |
| OHL totalt | OHL totalt                     | OHL totalt | 232 | 13 | 43  | 56  | 599  | 21 | 0 | 4 | 4 | 53 |